# Кризис в Красном море
19 октября 2023 года, в разгар войны между Израилем и ХАМАС, ранее захватившие власть в Йемене хуситы вступили в войну на стороне ХАМАС. Они применили против Израиля ракеты и беспилотные летательные аппараты, но все они либо были перехвачены Армией обороны Израиля (ЦАХАЛ) над Красным морем с помощью системы противоракетной обороны «Эрроу», либо не достигли своих целей или были перехвачены ВМС США или ВВС Израиля.

## Предыстория
Движение хуситов — шиитская боевая организация, контролирующая северный Йемен, поддерживаемая и финансируемая Ираном, и, по сообщениям, выступающая их посредником в региональных войнах. Лозунг движения гласит: «Смерть Америке, смерть Израилю, Проклятие евреям, Победа исламу».
После начала войны в секторе Газа различные террористические группировки на Ближнем Востоке, в том числе хуситы, заявили о поддержке палестинцев и угрожали атаковать Израиль. Лидер хуситов Абдул-Малик аль-Хуси предостерёг Соединённые Штаты от вмешательства, пригрозив ответным ударом беспилотниками и ракетами.
Ранее хуситы угрожали перекрытием Баб-эль-Мандебского пролива в 2015 году, операцию против них проводили военно-морские силы Египта и Саудовской Аравии.

## Ход событий

### Октябрь
19 октября 2023 года официальные лица США заявили, что военный корабль ВМС США USS Carney сбил три крылатые ракеты наземного базирования и несколько беспилотных летательных аппаратов, направлявшихся в сторону Израиля, запущенных хуситами в Йемене. Это была первая акция американских военных по защите Израиля с начала войны. Позже сообщалось, что корабль сбил четыре крылатые ракеты и 15 беспилотных летательных аппаратов. Ещё одна ракета, как сообщается, была перехвачена Саудовской Аравией.
27 октября 2023 года два беспилотных летательных аппарата были выпущены в северном направлении из южной части Красного моря. По словам официальных лиц ЦАХАЛА, их целью был Израиль, но они не пересекали границу со стороны Египта. Из двух беспилотных летательных аппаратов один не долетел до здания, примыкающего к больнице в Табе, Египет, ранив шестерых; другой был сбит возле электростанции недалеко от города Нувейба, Египет. Представитель хуситов позже опубликовал в Twitter сообщение из одного слова после крушения беспилотника в Табе, упомянув близлежащий израильский город Эйлат.
31 октября в районе Эйлата была объявлена тревога в связи с проникновением вражеских самолётов со стороны Красного моря. Самолёт был успешно перехвачен над Красным морем. Система Arrow перехватила баллистическую ракету, а ВВС перехватили несколько крылатых ракет, выпущенных из Красного моря в направлении Эйлата. Ответственность за запуски взяли на себя хуситы. Одна крылатая ракета была сбита самолётом F-35i Adir. Сбитие ракеты «Эрроу» знаменует собой первый случай её применения в войне между Израилем и ХАМАС. По словам израильских официальных лиц, перехват произошёл над атмосферой Земли над пустыней Негев, что делает это первым случаем космической войны в истории.

### Ноябрь
1 ноября в 0:45 ЦАХАЛ перехватил воздушный объект, выпущенный из Йемена, и идентифицировал его к югу от Эйлата.
Американский беспилотник MQ-9 Reaper был сбит у берегов Йемена силами противовоздушной обороны хуситов 8 ноября; Пентагон ранее утверждал, что беспилотники MQ-9 летали над Газой для сбора разведданных, чтобы помочь в усилиях по освобождению заложников.
9 ноября хуситы выпустили ракету по городу Эйлат. Ракета была перехвачена ракетой «Стрела 3», что стало первым случаем её использования при перехвате.
14 ноября хуситы выпустили множество ракет, одна из которых была направлена в сторону города Эйлат. По словам израильских официальных лиц, ракета была перехвачена ракетой Эрроу.
19 ноября хуситы захватили судно «Galaxy Leader» с 25 людьми на борту. Пустое судно для перевозки автомобилей, направлявшееся в Индию, было захвачено с помощью вертолёта Ми-17. Инцидент произошёл после заявления в Telegram-канале представителя группировки хуситов Яхьи Сареа, сообщившего об их намерении атаковать суда, принадлежащие и управляемые израильскими компаниями или несущие израильский флаг. По словам владельца судна, затем судно было переведено в йеменский порт Ходейда.
Сареа также призвал страны исключить своих граждан из экипажей таких кораблей. Ранее лидер хуситов Абдул-Малик аль-Хуси пригрозил дальнейшими атаками против израильских интересов, включая потенциальные цели в Красном море и Баб-эль-Мандебском проливе. В его речи подчёркивалась способность группировки отслеживать израильские корабли в этих регионах и нападать на них.
25 ноября предполагаемые боевики-хуситы захватили грузовое судно, принадлежащее израильской компании, под флагом Мальты, когда оно пересекало Красное море транзитом.
26 ноября 2023 года у берегов Йемена в Аденском заливе было захвачено судно под флагом Либерии «Central Park», управляемое «Zodiac Maritime». На борту судна находился полный груз фосфорной кислоты, а экипаж из 22 человек состоял из граждан России, Вьетнама, Болгарии, Индии, Грузии и Филиппин. USS Mason способствовал освобождению танкера и захватил судно угонщиков после их попытки побега. На следующий день «баллистические ракеты» были выпущены по кораблю с территории хуситов в Йемене и упали в Аденском заливе. Экипаж корабля не пострадал. Согласно более позднему сообщению представителя Пентагона, угонщиками были сомалийцы.
30 ноября саудовские СМИ сообщили, что израильский авиаудар вызвал взрыв на складе оружия хуситов в Сане, столице Йемена. Официальные лица хуситов опровергли это сообщение, заявив, что вместо этого был нанесен удар по автозаправочной станции. Член политического бюро хуситов Хезам аль-Асад заявил, что взрыв был вызван остатками бомбы, оставшейся со времен гражданской войны в Йемене.

### Декабрь
Сообщается, что 3 декабря 2023 года USS Carney, эсминец класса «Арли Берк» ВМС США, сбил два ударных беспилотника, запущенных из Йемена, которые приближались к кораблю. После того, как беспилотники были сбиты, корабль ответил на сигнал бедствия коммерческих судов в этом районе, которые подверглись атаке баллистических ракет, запущенных из Йемена. Инцидент длился пять часов.
Движение хуситов взяло на себя ответственность за эти нападения. Военный представитель хуситов бригадный генерал Яхья Сари заявил, что одно торговое судно было поражено ракетой, а другое — беспилотником в Баб-эль-Мандебском проливе, не упомянув военный корабль. Источник в Пентагоне сообщил, что в результате нападения на «Карни» никто не пострадал.
Управление морских торговых операций британских военных в Соединённом Королевстве выпустило краткое предупреждение грузоотправителям о том, что инцидент произошёл в Баб-эль-Мандебском проливе, который отделяет Восточную Африку от Аравийского полуострова.
9 декабря йеменское движение хуситов заявило, что они будут атаковать все суда, направляющиеся в Израиль, независимо от их принадлежности, и предостерегло все международные судоходные компании от работы с израильскими портами. 12 декабря хуситы атаковали норвежский танкер, перевозивший нефть, в результате попадания крылатой ракеты на корабле возник пожар. 13 декабря британское агентство морских торговых операций (UKMTO) заявило, что получило сообщения об инциденте в окрестностях Баб-эль-Мандабского пролива, не сообщив более подробной информации.
Нефтехимический танкер Ardmore Encounter (водоизмещение 49478 т), следовавший под флагом Маршалловых Островов из Индии в сторону Суэцкого канала, был атакован двумя ракетами, которые не попали в цель. Американский эсминец Mason также сбил БПЛА хуситов, летевший в его направлении.
14 декабря в Баб-эль-Мандебском проливе ракета упала в море в 50 метрах от контейнеровоза Maersk Gibraltar (водоизмещение 119130 т) под флагом Гонконга, следовавшего из Джабаль-Али в Джидду. Никто из членов команды не пострадал.
Утром 15 декабря в 60 морских милях к юго-западу от йеменского порта Ходейда ракета поразила контейнеровоз Al Jasrah (149360 т), принадлежащий компании Hapag Lloyd и следовавший под флагом Либерии из Порт-Саида в Сингапур. На судне вспыхнул пожар. В этот же день в 27 милях от Мохи ракета поразила контейнеровоз MSC Paladium III (34305 т), следовавший из Момбасы в Джидду под флагом Либерии. На палубе вспыхнул пожар, судно сделало разворот и покинуло Баб-эль-Мандебский пролив в южном направлении. В тот же день Али аль-Кахум, член политбюро группировки хуситов, заявил, что враждебный шаг против Йемена будет иметь ужасные последствия и большие издержки.
18 декабря хуситы с помощью беспилотных катеров атаковали два коммерческих судна, представитель группировки Яхья Сари идентифицировал суда как контейнеровоз MSC Clara (199272 т, флаг Панамы, направлялся из Порт-Саида в Абу-Даби) и нефтехимический танкер Swan Atlantic (19999 т, флаг Каймановых островов, следовал из Янбу, место назначения неизвестно).
18 декабря США заявили о начале операции «Страж процветания» по защите международного судоходства от хуситов.
20 декабря хуситы объявили всеобщую мобилизацию для поддержки ХАМАС в войне против Израиля.

## 2024 год

### Январь
3 января 2024 года США и их союзники предъявили хуситам окончательный ультиматум с требованием прекратить их деятельность, подрывающую свободу судоходства.
11 января Совет Безопасности ООН принял резолюцию, осуждающую агрессию хуситов в Красном море. За неё проголосовали 11 членов Совета Безопасности, голосовавших против не было, четыре члена воздержались (Алжир, Китай, Мозамбик и Россия).
12 января США и Великобритания нанесли удары по объектам хуситов в Йемене.
22 января хуситы напали на вспомогательные корабли США: были атакованы грузовое судно «Ocean Jazz», контейнеровоз «Maersk Detroit» и сухогруз «Maersk Chesapeake». Однако ракеты не смогли попасть в цель.
26 января топливозаправщик Marlin Luanda, перевозивший российскую нефть, был поражён противокорабельной ракетой, выпущенной силами хуситов. Удар вызвал пожар в одной из грузовых цистерн правого борта судна, и экипаж задействовал противопожарное оборудование для борьбы с ним.

### Февраль
18 февраля 2024 года сухогруз Rubymar, шедший под флагом Белиза из ОАЭ в Болгарию, получил серьёзные повреждения в результате ракетной атаки хуситов. Экипаж был вынужден срочно покинуть судно. 2 марта 2024 года сухогруз затонул. Международно признанное правительство Йемена также обвинило хуситов в нападении на рыбаков, находившихся вблизи этого судна, в результате чего погибли и пропали без вести несколько рыбаков. Оно призвало мировое сообщество и международные организации, занимающиеся защитой окружающей среды, принять меры для спасения Красного моря от неминуемой экологической катастрофы в результате затопления судна.

### Март
6 марта в результате обстрела начался пожар на балкере «True Confidence». Три моряка погибли, ещё несколько пострадали.

### Апрель
7 апреля СМИ Йемена объявили про ракетные обстрелы трёх коммерческих транспортов, принадлежащих израильтянам.
9 апреля хуситы заявили, что их дроны атаковали израильский порт Эйлат. Однако все летательные аппараты были сбиты корветом «Маген».
В ночь с 13 на 14 апреля военно-воздушные силы хуситов присоединились к атаке Ирана на Израиль, вновь обстреляв Эйлат.
26 апреля хуситские военные заявили, что сбили очередной беспилотник армии США у берегов своей страны. Это уже третий аппарат, чья средняя стоимость $30 млн.

### Май
3 мая хуситы объявили о готовности атаковать все связанные с Израилем корабли не только в Красном, но и в Средиземном море.

### Июнь
12 июня перевозивший уголь балкер MV Tutor был атакован хуситами, команда была эвакуирована, но один человек погиб, впоследствии судно затонуло.
13 июня был сухогруз Verbena был обстрелян хуситами, на борту начался пожар, пострадал один человек, впоследствии судно затонуло.

### Июль
18 июля со стороны Йемена беспилотником был атакован Тель-Авив. В результате нападения погиб один человек и восемь получили незначительные ранения.
20 июля Израиль нанёс удары по нефтехранилищам в порту города Ходейда на западе Йемена.

### Август
Хуситы атаковали нефтяной танкер MT Sounion, ходивший под греческим флагом. Затем они захватили судно, заложили в него взрывчатку и взорвали её, что привело к разливу нефти, танкер перевозил 150 000 тонн (~1 млн баррелей) сырой нефти.

## 2025 год
22 января 2025 года президент США Дональд Трамп подписал указ о признании хуситов террористической организацией, а начиная с 15 марта 2025 года, для обеспечения свободы судоходства в Красном море, по его приказу, американские силы снова начали наносить авиаудары по позициям хуситов в Йемене. 
К маю 2025 года вооружёнными силами США было нанесено более 1000 авиаударов по целям йеменских хуситов, в ходе которых, по утверждению Министерства обороны США, были убиты «сотни бойцов хуситов и их многочисленные лидеры». 4 мая 2025 года международный аэропорт Бен-Гурион в Тель-Авиве примерно на час приостановил работу после того, как рядом с ним взорвалась  выпущенная хуситами баллистическая ракета. В ответ 5 мая 2025 года  Израиль нанёс авиаудары по йеменскому порту Ходейда, а 6 мая — по главному аэропорту Йемена в Сане. 
6 мая 2025 года  США и йеменские хуситы достигли соглашения о прекращении огня при посредничестве Омана, президент США Дональд Трамп заявил, что хуситы сообщили США, что они больше не будут наносить удары по морским судам, и поэтому США прекратят со своей стороны удары по целям хуситов.
В ответ на непрекращающиеся ракетные обстрелы израильской территории ЦАХАЛ провела операцию «Чёрный флаг» против хуситов в Йемене. Израильские ВВС выпустили около 50 ракет и бомб по портам Ходейда, Салиф и Рас-Иса, электростанции Рас-Катиб и судну Galaxy Leader, которое хуситы захватили в ноябре 2023 года в Красном море.
9 июля 2025 года вооружённые лодки хуситов в 100 км к юго-западу от порта Ходейда атаковали два корабля, шедших под либерийским флагом. После нападения оба судна были потоплены.

## Последствия

### Гуманитарные

#### Продовольственный кризис
5 декабря 2023 года Всемирная продовольственная программа заявила, что прекращает распределение продовольствия в районах раздираемого войной Йемена, контролируемых хуситами.

## Реакции
В речи на выставке производства после инцидента 27 октября 2023 года президент Египта Абдель Фаттах ас-Сиси призвал все стороны в войне между израильской нацией и палестинцами уважать суверенитет Египта и подчеркнул, что египетская армия способна защитить страну в случае новых нападений.